# إدموند تشارلز بيرد
إدموند تشارلز بيرد (بالإنجليزية: Edmund Charles Beard)‏ هو عسكري أيرلندي، ولد في 21 أبريل 1894 في Terenure ‏ في جمهورية أيرلندا، وتوفي في 20 يناير 1974.